# بيدرو غوسماو
بيدرو غوسماو هو لاعب كرة قدم برازيلي في مركز الهجوم، ولد في 4 يونيو 1992 في باكابال في البرازيل. لعب مع أتلتيكو باراناينسي وموتو كلوب ونادي غواراني ونادي فيروفياريا ونادي كيرلا بلاستيرز ونادي يبيرانغا.